# Такамацу Дайку
Такамацу Дайку (яп. (高松 大樹, нар. 8 вересня 1981, Ямаґуті) — японський футболіст.

## Виступи за збірну
2006 року дебютував в офіційних матчах у складі національної збірної Японії. Відтоді провів у формі головної команди країни 2 матчі.

## Статистика виступів
| Збірна Японії | Збірна Японії | Збірна Японії |
| Роки          | Ігри          | голи          |
| ------------- | ------------- | ------------- |
| 2006          | 1             | 0             |
| 2007          | 1             | 0             |
| Усього        | 2             | 0             |

## Титули і досягнення
- Клубні:
  - Володар Кубка Імператора: 2011
  - Володар Кубка Джей-ліги: 2008